# SHC014-CoV
SHC014-CoV – koronawirus podobny do SARS (SARS-like coronavirus, SL-COV), który infekuje podkowcowate. Po raz pierwszy odkryty w Chinach w 2013 r.
Od kwietnia 2011 r. do września 2012 r. pobrano 117 wymazów z odbytu i próbek kału nietoperzy z kolonii nietoperzy Rhinolophus sinicus w hrabstwie Kunming (prowincja Junnan w południowo-zachodnich Chinach). 27 ze 117 próbek (23%) zawierało siedem różnych izolatów koronawirusów podobnych do SARS, wśród których były dwa wcześniej nieznane, zwane RsSHC014 i Rs3367.
W badaniach przeprowadzonych na Uniwersytecie Karoliny Północnej w Chapel Hill i Wuhańskim Instytucie Wirusologii Chińskiej Akademii Nauk w 2015 r. stwierdzono, że wirusy mogą replikować się w komórkach ludzkiej linii komórkowej HeLa. Do badań użyto chimerycznego wirusa składającego się z białka powierzchniowego SHC014 i szkieletu wirusa SARS, uzyskanego poprzez zastosowanie metod odwrotnej genetyki. Wykazano, że wersja wirusa SL-SHC014-MA15, pierwotnie opracowana do infekowania myszy, różni się w 7% (ponad 5000 nukleotydów) od SARS-CoV-2, który jest odpowiedzialny za pandemię COVID-19.